# Trimerotropis verruculata
Trimerotropis verruculata är en insektsart som först beskrevs av Kirby, W. 1837.  Trimerotropis verruculata ingår i släktet Trimerotropis och familjen gräshoppor.

## Underarter
Arten delas in i följande underarter:
- T. v. suffusa
- T. v. verruculata

## Bildgalleri

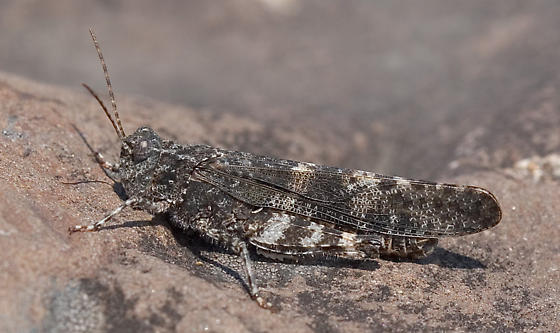